# Bitlis (provincie)
Bitlis (Koerdisch: Bedlîs) is een provincie in Turkije. De provincie is 6707 km² groot en heeft 327.886 inwoners (2007). De provincie ligt in het oosten van het land, ten westen van het Vanmeer, in Turkije. De naam van de provincie komt van "Bedlis", de naam van een commandant die een kasteel bouwde in de provincie in opdracht van Alexander de Grote, koning van Macedonië. De hoofdstad is het gelijknamige Bitlis, maar de grootste stad is Tatvan.

## Bevolking
Op 31 december 2019 telde de provincie Bitlis 348.115 inwoners. In 2015 was de urbanisatiegraad 57%. 
| Bevolking | 90.631 | 68.825 | 88.634 | 128.966 | 185.473 | 257.908 | 330.115 | 388.678 | 328.767 | 348.115 |

In 2014 was 35,7% van de bevolking jonger dan 15 jaar, zo’n 59,8% was tussen de 15 en 64 jaar oud, terwijl 4,5% 65 jaar of ouder was. In 2018 bedroeg het vruchtbaarheidscijfer gemiddeld 3,06 kinderen per vrouw.

## Bestuurlijke indeling

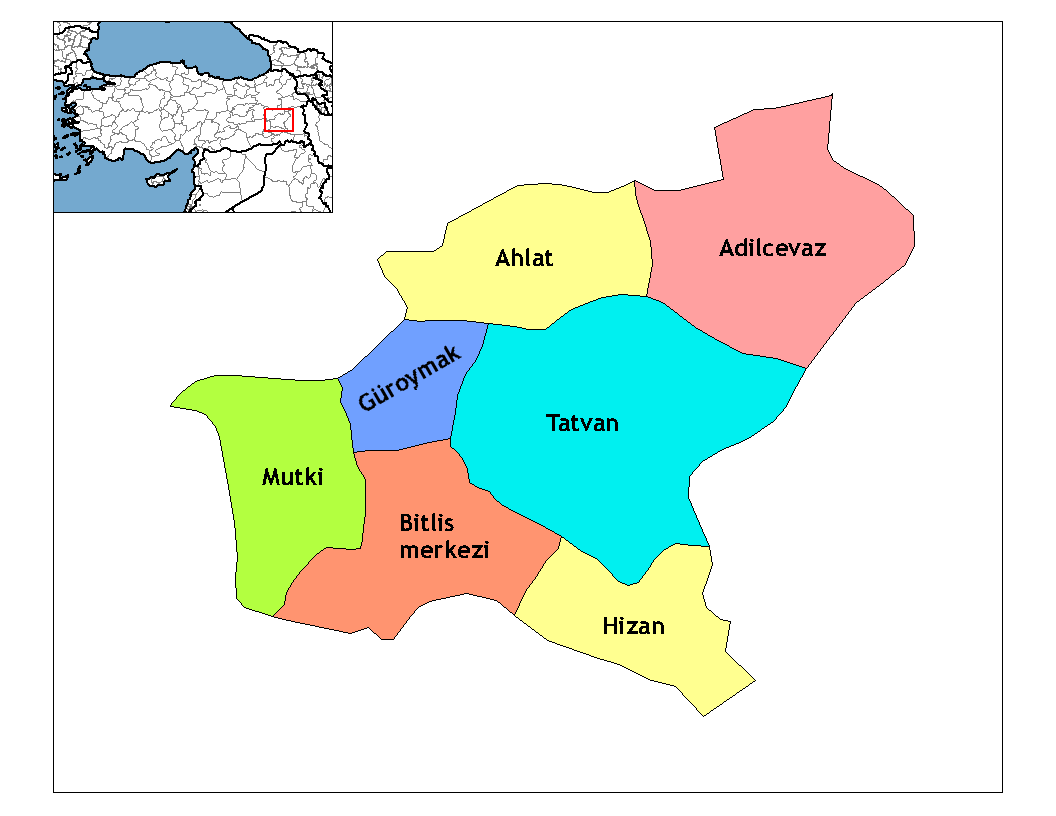
Districten van Bitlis

### Districten
De provincie bestaat uit de volgende zeven districten:
| - Adilcevaz - Ahlat - Bitlis - Güroymak | - Hizan - Mutki - Tatvan |